# Brańszczyk (gmina)
Pour les articles homonymes, voir Brańszczyk.
La gmina Brańszczyk est un district administratif situé en milieu rural du powiat de Wyszków dans la voïvodie de Mazovie, dans le centre-est de la Pologne.
Son siège administratif (chef-lieu) est le village de Brańszczyk, qui se situe environ 11 kilomètres au nord-est de Wyszków (siège de la powiat) et 62 km au nord-est de Varsovie (capitale de la Pologne).
Elle s'étend sur 167,61 km2 et comptait une population de 8 605 habitants en 2011.

## Histoire
de 1975 à 1998, la gmina était située dans la voïvodie d'Ostrołęka

## Géographie

### Villages

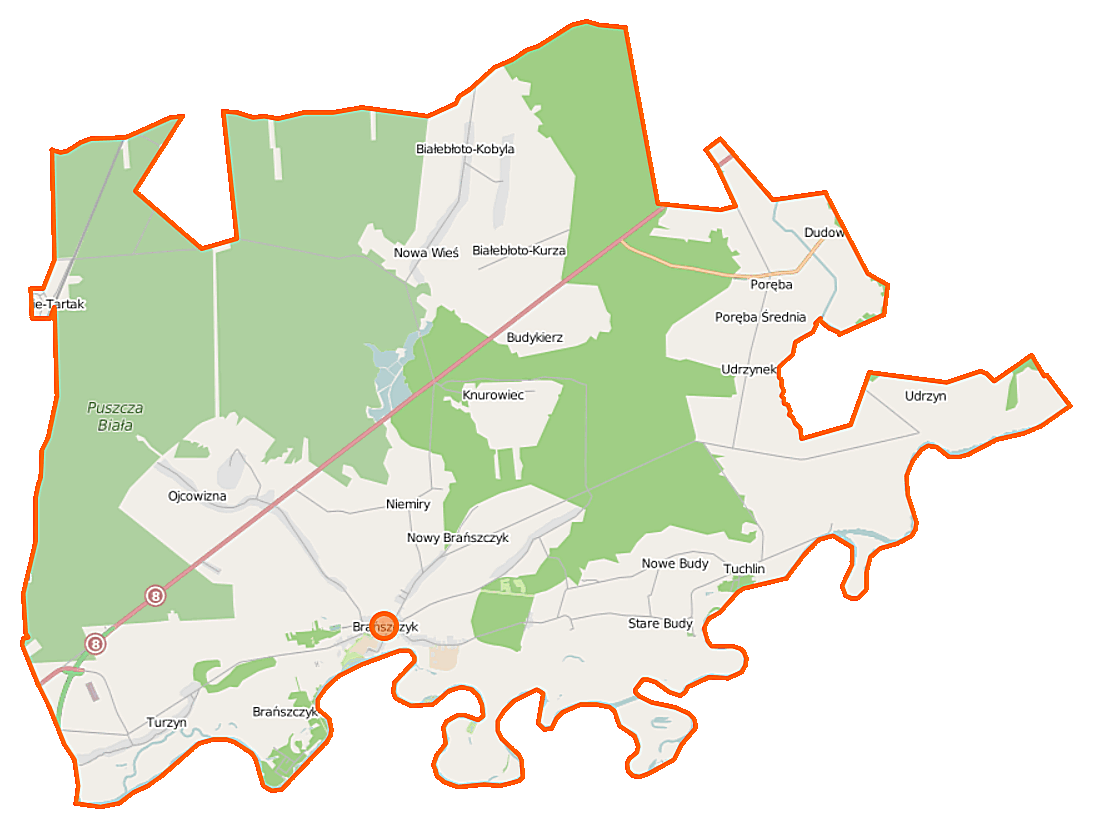
Plan de la gmina

La gmina comprend les villages de :
- Białebłoto-Kobyla
- Białebłoto-Kurza
- Białebłoto-Nowa Wieś
- Białebłoto-Stara Wieś
- Brańszczyk
- Budykierz
- Dalekie-Tartak
- Dudowizna
- Knurowiec
- Niemiry
- Nowe Budy
- Nowy Brańszczyk
- Ojcowizna
- Poręba Średnia
- Poręba-Kocęby
- Przyjmy
- Stare Budy
- Trzcianka
- Tuchlin
- Turzyn
- Udrzyn
- Udrzynek

### Gminy voisines
La gmina de Brańszczyk est bordée des gminy voisines de :
- Brok
- Długosiodło
- Łochów
- Małkinia Górna
- Ostrów Mazowiecka
- Rząśnik
- Sadowne
- Wyszków

## Structure du terrain
D'après les données de 2002, la superficie de la commune de Brańszczyk est de 167,61 km2, répartis comme telle :
- terres agricoles : 46 %
- forêts : 46 %

La commune représente 19,12 % de la superficie du powiat.

## Démographie
Données du 30 juin 2004 :
| Description        | Total  | Total | Femmes | Femmes | Hommes | Hommes |
| ------------------ | ------ | ----- | ------ | ------ | ------ | ------ |
| Unité              | Nombre | %     | Nombre | %      | Nombre | %      |
| Population         | 8 463  | 100   | 4 238  | 50,1   | 4 225  | 49,9   |
| Densité (hab./km²) | 50,5   | 50,5  | 25,3   | 25,3   | 25,2   | 25,2   |